# Braquilogía
La braquilogía (del griego «βραχύς» (brajýs) "breve", y del sufijo «logía» del griego «λογία», que indica "discurso", "habla") es, en lingüística y en retórica, un acortamiento del discurso obtenido en especial mediante el uso de una expresión corta que equivale a otra más larga o complicada, mediante la elipsis o supresión de palabras que se sobreentienden, como en "me creo honrado" en vez "creo que soy honrado".
Por ejemplo: la expresión "¡de acuerdo!" es un caso de braquilogía, porque se usa en vez de "¡estoy de acuerdo con lo que me dices!". O, si una cocinera dice "¡las natillas!", seguramente entenderemos que está condensando "me he olvidado de apagar el horno donde se están haciendo las natillas".
En la redacción elegante en general, y en la literatura en particular, la braquilogía es aconsejable porque condensa la expresividad y permite aportar concisión, intensidad y empaque a un texto escrito.